# Didimo Calcentero
Didimo di Alessandria, detto Calcentero (in greco antico: Δίδυμος Χαλκέντερος?, Dídymos Chalkénteros, "viscere di bronzo"; Alessandria d'Egitto, 63 a.C. circa – 10 d.C.), è stato un grammatico e filologo greco antico.

## Biografia
Didimo, figlio di un commerciante di salamoia, visse ai tempi della seconda guerra civile, operando essenzialmente, dunque, tra il 44 ed il 10 d.C.. Egli visse tra Alessandria e Roma.
La sua attività di infaticabile compilatore (fu autore secondo Ateneo di Naucrati di 3500 libri e secondo Seneca di 4000) gli valse il soprannome di Calcentero (χαλκέντερος), ossia "viscere di bronzo". Gli fu dato anche il soprannome di βιβλιολάθας, ossia "dimentico dei suoi libri", perché gli accadeva spesso di contraddire affermazioni fatte in altre opere.

## Opere
L'attività principale di Didimo fu il commentario: Didimo, in effetti, fu un seguace della scuola di Aristarco di Samotracia e scrisse un trattato sull'edizione omerica del grande filologo alessandrino, intitolato, appunto, Sull'edizione di Aristarco (περὶ τῆς Ἀριστάρχου διορθώσεως), frammenti del quale sono conservati nel manoscritto Venetus A dell'Iliade. Né, tuttavia, Didimo si limitò alla "classica" recensione omerica, scrivendo anche commenti su molti altri poeti e prosatori greci, dai lirici, in particolare Bacchilide e Pindaro, e sui drammaturghi, specie su Sofocle, Ione, Frinico, Cratino, Menandro, Euripide, Aristofane, come noto dagli scolii a tali autori, che ne citano spesso spiegazioni grammaticali, lezioni a margine e notizie erudite. Si occupò anche degli oratori, tra cui soprattutto, Demostene, Iseo, Iperide, Dinarco.
Oltre a questi lavori, abbiamo testimonianze di lavori lessicografici, altresì perduti: Sullo stile tragico (περὶ τραγῳδουμένης λεξέως), che comprendeva almeno 28 libri; Lo stile comico (λέξις κωμική).; un terzo lavoro linguistico sulle parole di significato ambiguo o incerto, di almeno sette libri; una quarta opera linguistica sulle espressioni false o corrotte.
All'erudizione storico-sociale apparteneva una raccolta di proverbi greci (πρὸς τοὺς περὶ παροιμιῶν συντεταχότας) comprendente tredici libri, ripresa dai più tardi paremiografi come Zenobio; Sulle leggi di Solone (περὶ τῶν ἀξόνων Σόλωνος), un lavoro di cui parla Plutarco; una risposta al ciceroniano De re publica, che comprendeva sei libri, a cui rispose Svetonio.
In più, ci sopravvivono estratti sull'agricoltura e la botanica, di un commento su Ippocrate e un trattato Su tutti i tipi di marmo e legno (περὶ μαρμάρων καὶ παντοίων ξύλων). In considerazione della differenza drastica dei tipi di argomento rispetto a quanto sappiamo di lui, è possibile che questi titoli rappresentino il lavoro di un diverso Didimo.

### Su Demostene
Nel 1901, fu acquistato da un antiquario al Cairo un papiro proveniente da Ermopoli e contenente una parte del commento di Didimo a Demostene. 
Il testo pervenuto analizza la III e la IV Filippica, la Risposta alla Lettera di Filippo e il discorso n. 13, che Didimo non ritiene, per l'argomento, inseribile tra le Filippiche. Il commentario, su 15 colonne, seppur molto danneggiato all'inizio, consente di farci una piena idea del metodo di lavoro e analisi del grammatico alessandrino, che, conformemente all'uso grammaticale del tempo, indica un lemma del testo dell'oratore con una diplè (>) e, a volte, una paragraphos (-) per indicare l'inizio e la fine di una citazione. 
Uno degli elementi più caratteristici del commentario è, inoltre, la presenza di un folto numero di citazioni letterali da autori per chiarire passaggi oscuri o, comunque, difficiliː Anassimene di Lampsaco, Dinarco, Duride, Ermippo, gli attidografi Demone e Androzione tra quelli noti, mentre emerge il nome di Brione (forse di Chio), citato, per lo stesso passaggio, da Diogene Laerzio con il nome di Ambrione. Didimo iniziava la sua trattazione delle orazioni discutendo della data e delle circostanze che l'avevano motivata, per poi concludere la sezione con un prospetto riassuntivo e proseguire, sulla scorta delle ampie testimonianze citate, sulla questione dell'autenticità nel caso ci fosse disaccordo tra gli autori.

## Influenza
Studioso certamente non originale, dunque, Didimo costituì la principale fonte attraverso cui i commentatori successivi attinsero alla tradizione filologica alessandrina: il numero e la varietà delle fonti utilizzate nei commentari era impressionante, specie nello spazio di poco meno di dodici colonne di scrittura. Ciò conferma, appunto, come fosse essenzialmente un compilatore, che non consultava le fonti di prima mano, ma attraverso il lavoro di intermediari.